# Józef Maria Bocheński

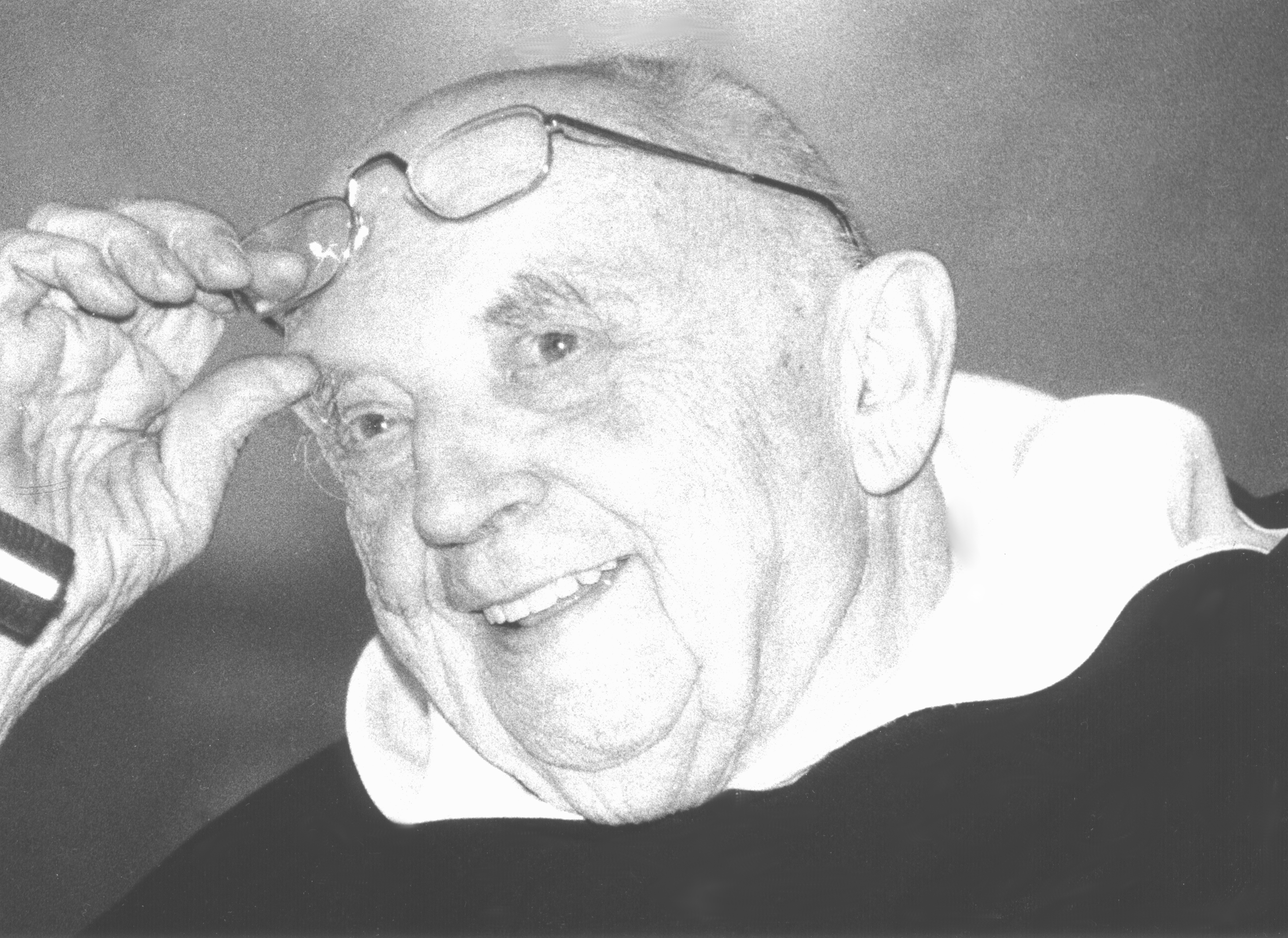
Józef Maria Bocheński

Józef Maria Bocheński OP (Czuszów, 30 augustus 1902 - Fribourg, 8 februari 1995) was een Pools filosoof, logicus en theoloog.

## Levensloop
Van 1920 tot 1926 studeerde hij economie aan de universiteit te Posen. Van 1928 tot 1931 studeerde hij filosofie aan de Universiteit van Fribourg (Zwitserland) en promoveerde aldaar in 1931 tot doctor in de filosofie. Zijn theologische studies van 1931 tot 1934 aan het Angelicum te Rome werden bekroond met zijn promotie tot doctor in de theologie. Van 1935 tot 1940 doceerde hij logica aan het Angelicum.
Tijdens de Tweede Wereldoorlog vocht hij als soldaat in het Poolse Tweede Korps, onder meer in de slag om Monte Cassino.
Na de oorlog volgde in 1948 zijn benoeming tot professor in de filosofie aan de Universiteit te Fribourg. In 1955 en 1956 was hij bovendien visiting professor aan de Universiteit van Notre Dame.

## Werken
- Elementa logicae graecae (1937)
- Manuale di filosofia bolscevica (1946)
- La logique de Théophraste (1947)
- Europäische Philosophie der Gegenwart (1947)
- Précis de logique mathématique (1948)
- ABC tomizmu (1950)
- Der sowjetrussische Dialektische Materialismus (1950)
- Ancient formal logic (1951)
- Szkice etyczne (1953)
- Die zeitgenössischen Denkmethoden (1954) - Vert. Wijsgerige methoden in de moderne wetenschap (1961, Het Spectrum)
- Die kommunistische Ideologie und die Würde, Freiheit und Gleichheit der Menschen im Sinne des Grundgesetzes für die Bundesrepublik Deutschland vom 23.5.1949 (1956)
- Formale Logik (1956) vertaald in het Engels als A history of formal logic (1961)
- Der sowjetrussische dialektische Materialismus (Diamat) (1962)
- The Logic of Religion (1965)
- Zum philosophischen Denken (1967)
- Guide to Marxist philosophy: an introductory bibliography (1972)
- Philosophy, an introduction (1972)
- Was ist Autorität? (1974)
- Lógica y ontología (1977)
- Sto zabobonów. Krótki filozoficzny słownik zabobonów ("One Hundred Superstitions. A Short Philosophical Dictionary of Superstitions", 1987).
- Logika i filosofia (1993)
- Miedzy logika a wiara (1994)
- Szkice o nacionalizmie i katolicyzmie polskim (1994)
- Wspomnienia (1994)
- Lewica, religia, sowietologica (1996)
- The Road to Understanding. More than Dreamt of in Your Philosophy (1996), ISBN 1-886670-06-4.

- Base de données des élites suisses: 77051
- Bibsys: 90389539
- Biblioteca Nacional de España: XX858340
- Bibliothèque nationale de France: cb11892486p (data)
- Catàleg d'autoritats de noms i títols de Catalunya: 981061029159006706
- CiNii: DA02180129
- Gemeinsame Normdatei: 119245426
- Historisch woordenboek van Zwitserland: 041117
- International Standard Name Identifier: 0000 0001 0802 7898
- Library of Congress Control Number: n50009237
- Nationale Bibliotheek van Letland: 000015083
- Mathematics Genealogy Project: 8671
- Bibliotheek van het Japanse parlement: 00433650
- Nationale Bibliotheek van Tsjechië: jn19990000900
- Nationale bibliotheek van Australië: 36499625
- Nationale Bibliotheek van Israël: 987007258864005171
- Nationale en Universitaire bibliotheek Zagreb: 000007319
- Nederlandse Thesaurus van Auteursnamen: 069843635
- Réseau des bibliothèques de Suisse occidentale: 02-A000021023
- Istituto Centrale per il Catalogo Unico: RAVV039431
- LIBRIS: 326659
- SNAC: w6bm60cb
- Système universitaire de documentation: 026734214
- Trove: 1261170
- Virtual International Authority File: 88344067
- WorldCat: E39PBJy499KppxpjbWTrmhXWXd